# Ivan Romančík
Ivan Romančík (* 9. dubna 1950 Martin, Československo) je slovenský herec, syn herce Ela Romančíka. Ivan Romančík je dvojnásobným držitelem slovenského ocenění za dabing Zlatá slučka.

## Filmografie (výběr)
- 1978: Ako sa Vinco zaťal; Vinco
- 1979: Rosnička; Tomeš
- 1980: Nevěsta k zulíbání
- 1983: Kľúče od mesta
- 1986: Šiesta veta; Čierny
- 1986: Zakázané uvoľnenie; Karol Pufler
- 1989: Právo na minulosť; Palčík
- 2000: Krajinka
- 2004: O dve slabiky pozadu; otec
- 2007: Mesto tieňov; TV seriál; vedoucí Oddělení násilné kriminality
- 2007: Susedia; TV seriál; Eugen Jurík
- 2009: Nedodržený slib (Nedodržaný sľub)
- 2009–2010: Odsouzené; TV seriál; Milan Hofman
- 2010: Legenda o létajícím Cypriánovi
- 2011: Druhý život (Druhý dych); Mikuláš Zeman
- 2011: Dům; Karol
- 2013: Búrlivé víno; TV seriál; doktor Kern
- 2014: Láska na vlásku
- 2014: Místa; Adamův děda
- 2014/2015/2016: Divoké koně; Albert Závodský
- 2023: Klíč svatého Petra; svatý Petr